# أسرار الشيباني
أسرار جمال الشيباني، من مواليد 23 يوليو 1995، هي لاعبة كرة قدم سعودية، تلعب بمركز جناح، انضمت للمنتخب السعودي للسيدات عام 2022.